# Алва Мюрдал
Алва Мюрдал (на шведски: Alva Myrdal), с фамилно име по баща Раймер (Reimer), е шведска социоложка, политик, дипломат, писател.
Носителка е на Нобелова награда за мир (заедно с Алфонсо Гарсия Роблес) за 1982 година. Съпруга на нобеловия лауреат Гунар Мюрдал и майка на шведския писател Ян Мюрдал. Посланик е на Швеиця в Индия, Мианмар, Непал, Шри Ланка.